# Гурду-Лесер GL-31
Гурду-Лесер GL.31 (фр. Gourdou Leseurre GL.31) је француски ловачки авион. Први лет авиона је извршен 1922. године. 

Направљен је само један прототип.
Највећа брзина у хоризонталном лету је износила 260 km/h. Размах крила је био 10,50 метара а дужина 7,20 метара. Маса празног авиона је износила 875 килограма а нормална полетна маса 1350 килограма.

## Наоружање
| Наоружање авиона: Гурду-Лесер  |                   |
| Ватрено (стрељачко) наоружање  |                   |
| Топ                            |                   |
| Митраљез                       |                   |
| Број и ознака митраљеза        | 2 Викерс, 2 Дарне |
| Калибар                        | 7,7               |
| Бомбардерско наоружање (бомбе) |                   |
| Ракетно наоружање (ракете)     |                   |